# Tram van Bazel

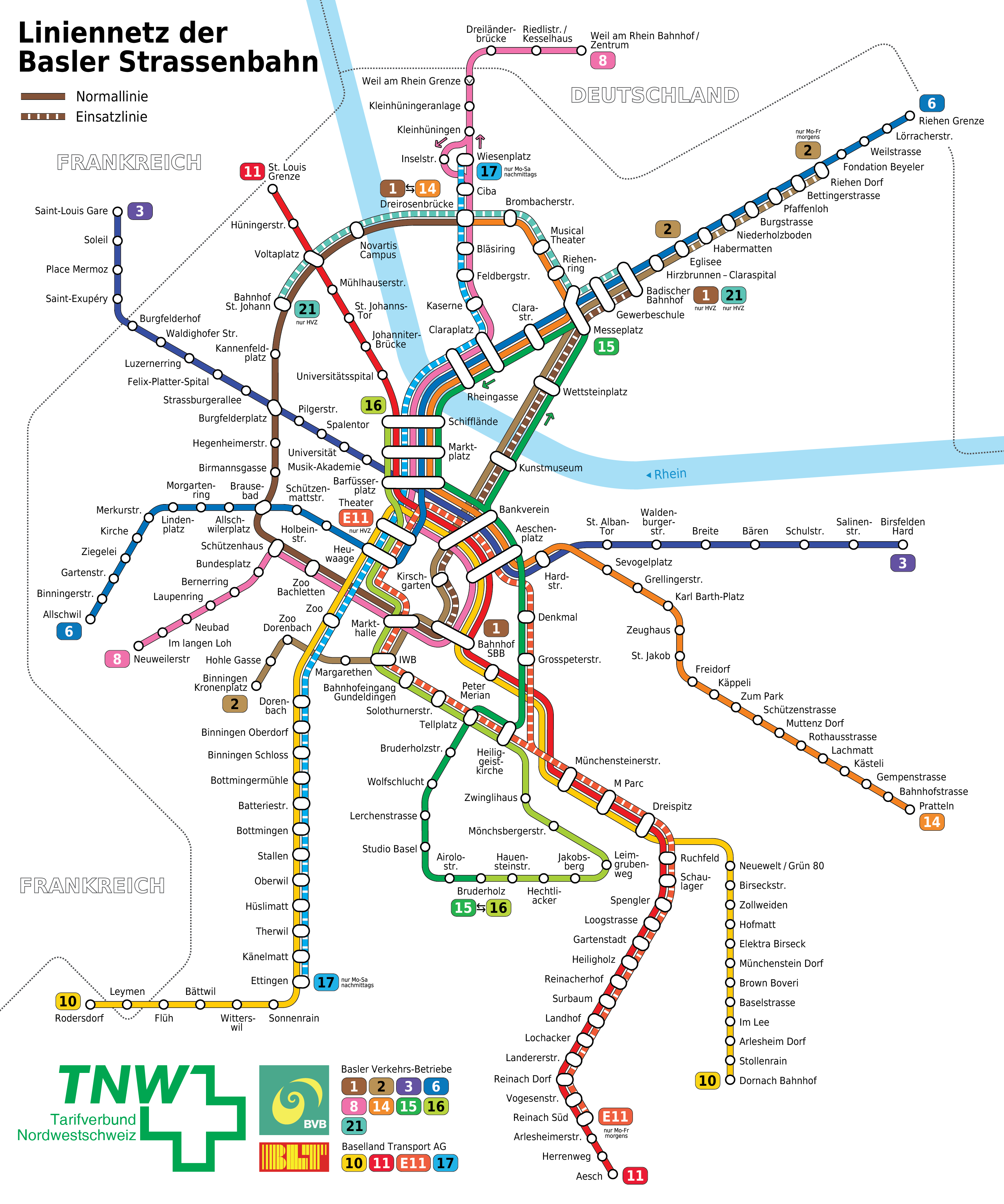
Tramlijnen in Bazel stad en omgeving (2009)

De Zwitserse stad Bazel kent twee grote trambedrijven, de Basler Verkehrs-Betriebe (BVB) voor het kanton Basel-Stadt en de Baselland Transport (BLT) voor de voorsteden in het kanton Basel-Landschaft. Beide bedrijven hebben hun eigen meterspoor tramlijnen die alleen in het centrum van de stad op korte trajecten gemeenschappelijk rijden. Voor de stad en omgeving wordt een geïntegreerd tariefsysteem TNW gebruikt voor al het openbaar vervoer, waaronder de twee trambedrijven. Het Bazelse tramnet bedient naast de stad Bazel, een deel van Basel-Landschaft, ook Leymen en Saint-Louis in Frankrijk, Weil am Rhein in Duitsland en Rodersdorf in het kanton Solothurn.

## Geschiedenis

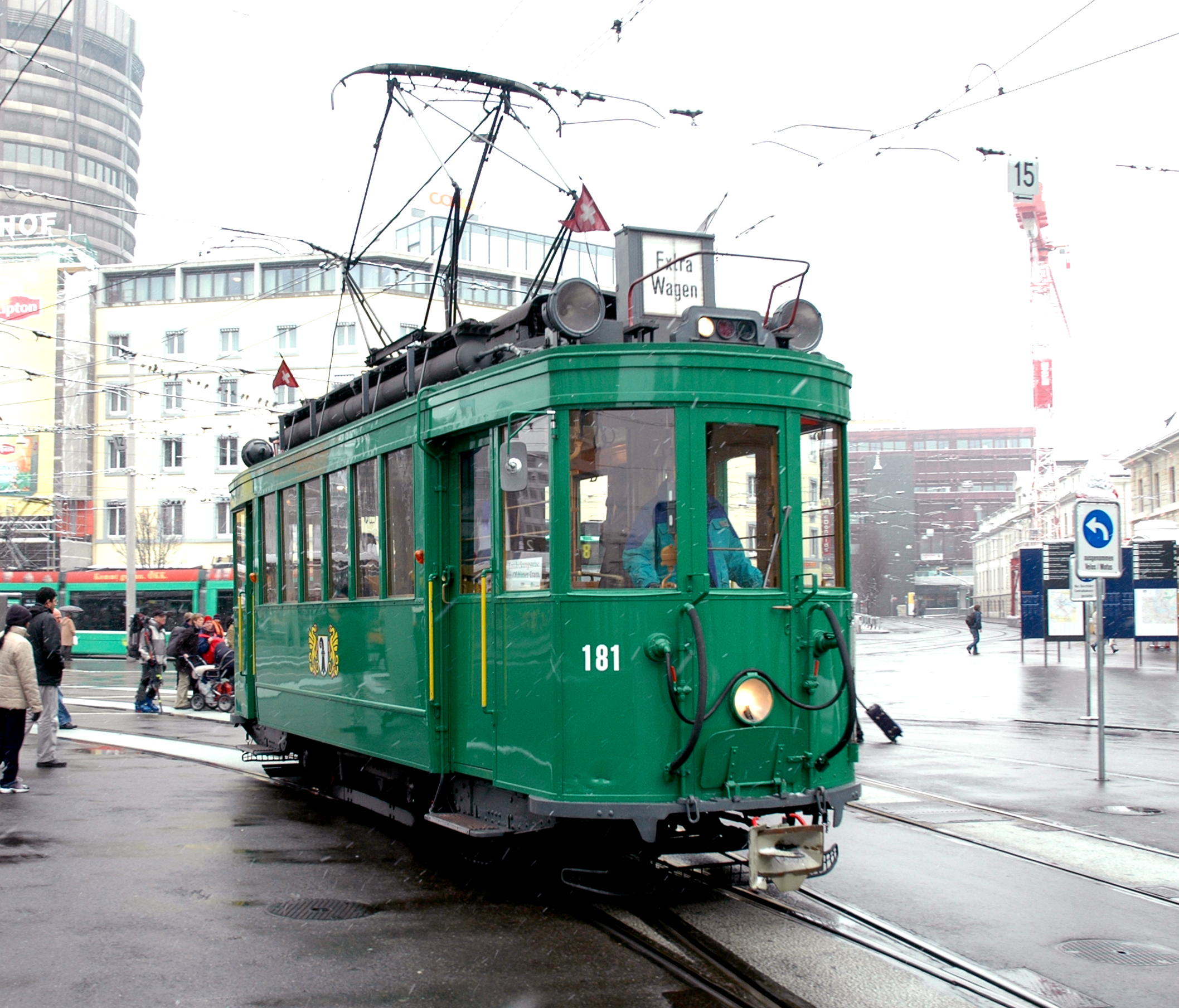
Museumtram.

De eerste elektrische tramlijn in de stad Bazel werd geopend op 6 mei 1895. Bazel heeft geen paardentramlijnen gekend. Deze reed van station Basel SBB naar het Badische Bahnhof over de Mittlere Rheinbrücke. De smalspoorlijn Bazel - Therwil van de Birsigthalbahn werd met stoomtractie geopend op 4 oktober 1887. Deze spoorlijn is geëlektrificeerd in 1905 en in 1910 verlengd naar Rodersdorf in het kanton Solothurn. Hierbij werd het dorp Leymen, dat destijds in Duitsland lag bediend. Tussen 1982 en 1984 werd de lijn omgebouwd tot tramlijn. In oktober 1984 gingen er trams rijden, maar pas in oktober 1986 volgde koppeling aan het tramnet en aan de Birseckbahn, die toen ook tramlijn werd. Zo ontstond de doorgaande tramlijn 10 van ruim 25 kilometer lang. Deze heeft één halte in Frankrijk, en rijdt dan opnieuw Zwitserland in, waar de volgende halte tevens het eindpunt is.
Het tramnet groeide snel. In 1897 werden zes nieuwe trajecten geopend, waaronder een tramlijn naar Birsfelden.
In 1900 breidde het tramnet zich uit tot buiten de Zwitserse staatsgrenzen, met een uitbreiding naar Sankt-Ludwig (nu Saint-Louis), een plaats die toen nog in Duitsland lag. Het tramnet bleef gestaag groeien en bereikte zijn grootste lengte van 72 km in 1934, met de opening van het traject van Margarethenstrasse tot Binningen. Naast Saint-Louis kwamen er nog twee internationale uitbreidingen:
- Huningue in Frankrijk
- Lörrach in Duitsland

Al deze internationale verbindingen, behalve die naar Leymen, werden later opgeheven.
Tijdens de wereldoorlogen werden de staatsgrensoverschrijdende tramlijnen tijdelijk opgeheven. Na de Tweede Wereldoorlog, werden verschillende trajecten gesloten. In 1958 was de totale lengte van het tramnet 51,7 km.
In 1974 werden de verschillende trammaatschappijen die voorstadslijnen exploiteerden samengevoegd in een nieuwe maatschappij, de Baselland Transport AG (BLT). Dat waren de Birsigthalbahn (Bazel - Rodersdorf), Birseckbahn (Bazel - Dornach), Trambahn Basel-Aesch en de Basellandschaftliche Ueberlandbahn (Bazel – Pratteln). Sommige van deze bedrijven hadden geen eigen trams, maar lieten de exploitatie over aan andere trambedrijven op hun lijnen. De Birsigthalbahn had vroeger haar eigen eindpunt dicht bij het station Basel SBB (bij de huidige halte Heuwaage), maar is nu gekoppeld met de Birseckbahn en vormt nu een lange doorgaande tramlijn 10 van Rodersdorf naar Dornach. De buitenlijnen werden geschikt gemaakt voor enkelrichtingtrams met de aanleg van keerlussen.

## BVB-lijnen

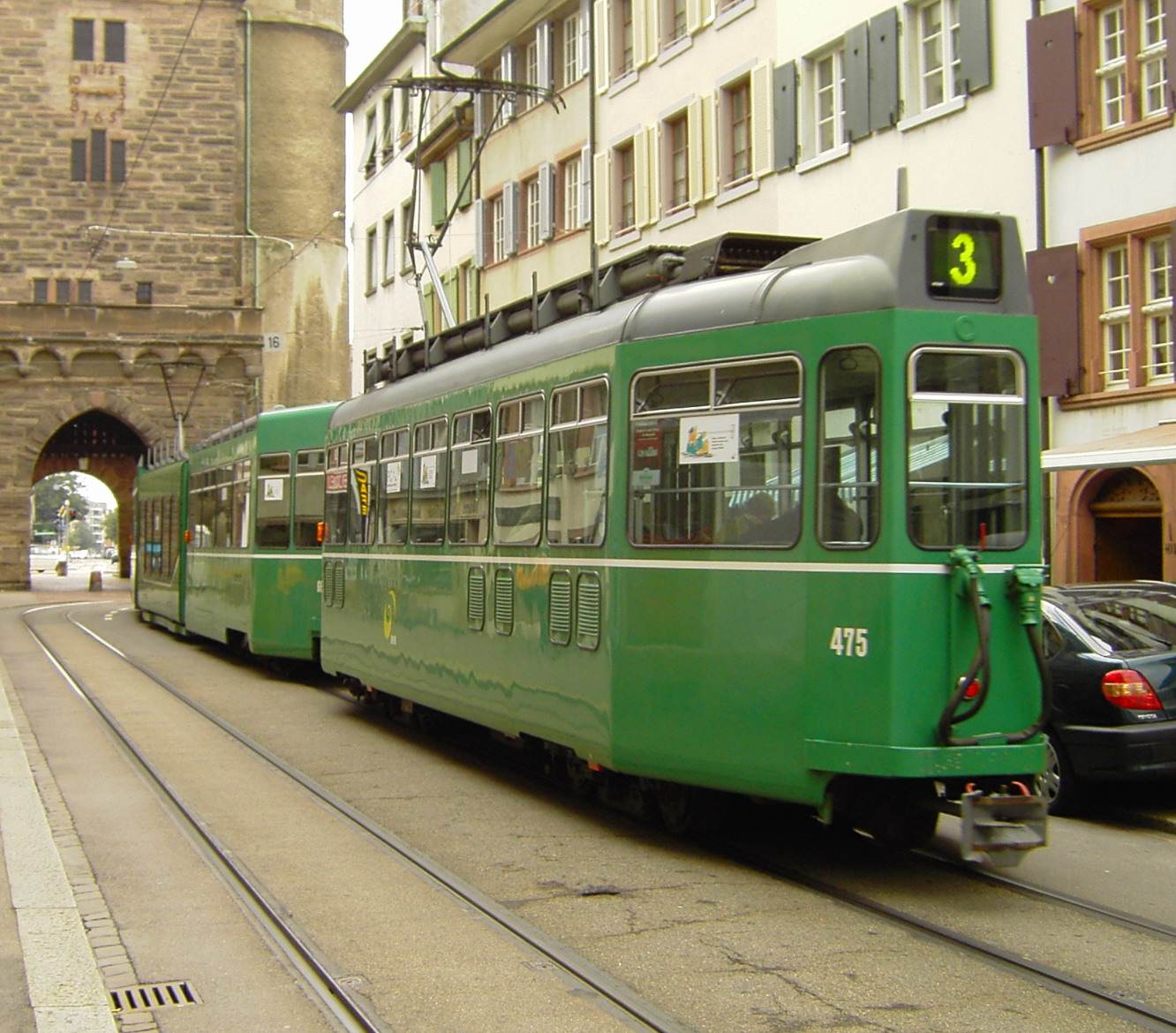
Een groene BVB-tram in de oude stad.

- 1: Ringlijn Dreirosenbrücke - Bahnhof Basel SBB - (Basel Badischer Bahnhof) (rijdt van Dreirosenbrücke verder als lijn 14)
- 2: Binningen Kronenplatz - Wettsteinbrücke - Eglisee (- Riehen Dorf)
- 3: Burgfelden Grenze - Birsfelden Hard - Saint-Louis (Frankrijk)
- 6: Allschwil - Mittlere Rheinbrücke - Riehen Grenze
- 8: Weil am Rhein (Duitsland) - Mittlere Rheinbrücke - Neuweilerstrasse
- 14: Pratteln - Mittlere Rheinbrücke - Dreirosenbrücke (rijdt verder als lijn 1)
- 15: Bruderholz - Bankverein - Wettsteinbrücke - Messeplatz - Mittlere Rhein Brücke - Bankverein (eenrichtingslus vanaf Bankverein)
- 16: Bruderholz - Schifflände (in Bruderholz zijn de lijnen 15 en 16 aan elkaar gekoppeld: aankomende lijn 15 rijdt door als lijn 16 en andersom)
- 21: Spitslijn Bad. Bahnhof - Dreirosenbrücke - Bahnhof St. Johann

## BLT-lijnen

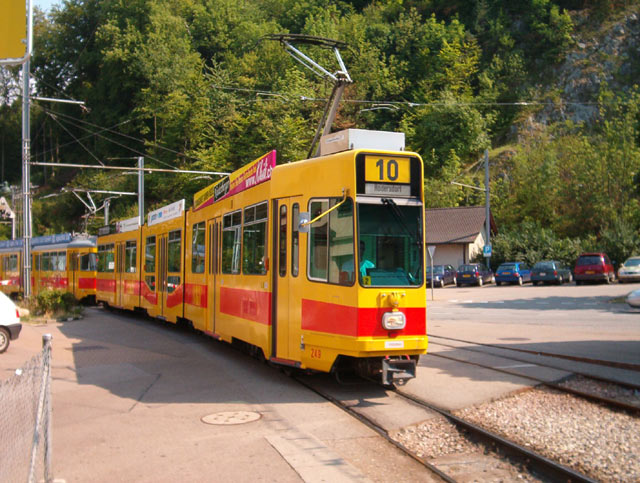
Typische gele kleur van BLT-trams

Niet alle ritten rijden tot de eindpunten.
- 10: Rodersdorf - Leymen (Frankrijk) - Ettingen - Binningen - Bazel (Bankverein, Bahnhof SBB) - Münchenstein - Dornach Bahnhof
- 11: St-Louis Grenze - Bazel (Bankverein, Bahnhof SBB) - Aesch
- E11: Versterkingslijn van lijn 11 tot Reinach Süd. Rijdt in een lus in de stad Bazel in beide richtingen en stopt niet in Bahnhof SBB.
- 17: Versterkingslijn van lijn 10 tot Ettingen. Rijdt in Bazel op het tramnet van de BVB om een eindpunt aan de andere kant van de Rijn te Schifflände te bereiken.

## Uitbreidingen
- Lijn 8: werd in 2014 verlengd tot Weil am Rhein in Duitsland.

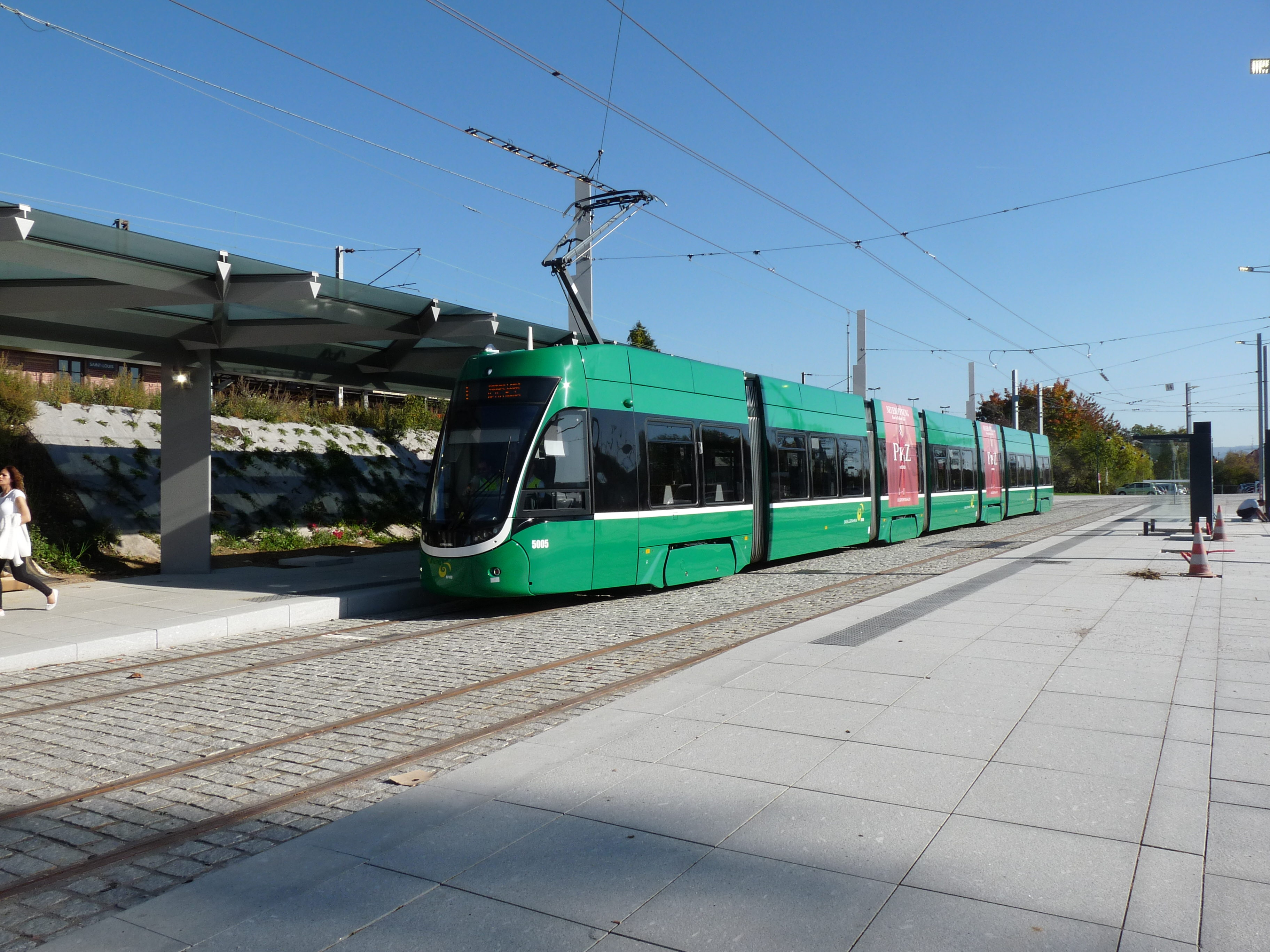
Testrit bij het Franse Saint-Louis station

- Lijn 3: In december 2017 werd de lijn verlengd naar het station van het Franse Saint-Louis.

## Tramnet kenmerken
In de binnenstad rijden de trams in het midden van de straat, maar daarbuiten hebben de tramlijnen een eigen baan (meestal naast de weg). Alleen op het traject Ettingen - Rodersdorf is er enkelspoor met op de meeste haltes kruisingssporen. Het tramnet is uitgerust met veel keerlussen. Op de buitenlijnen zijn er korttraject diensten die keerlussen nodig hebben om te keren. Hoewel het tramnet korte stevige hellingen kent is het tramnet in het algemeen redelijk vlak. Een uitzondering hierop is de tramlus van de lijnen 15 en 16 in ten zuiden van de stad. Om de hoogteverschillen te overwinnen volgen de trams een kronkelroute met haarspeldbochten. Bijzonder is het tramviaduct met halte Peter Merian langs de sporen van station Basel SBB. De BLT-lijnen 10 en 17 rijden in een rivierdal van de rivier de Birsig en worden op grote hoogte gekruist door de BVB-lijnen 2, 8 en 1 die op hoge bruggen rijden waardoor er geen aansluiting is op de BLT-lijnen in het dal.
Vrijwel alle tramlijnen stoppen bij de knooppunten van Basel SBB en Aeschenplatz die uitgerust zijn met meerdere perrons, tramsporen en beschutting. De haltes zijn voorzien van kaartautomaten.

## Materieel
Het trammaterieel is gevarieerd en gaat van oude Zwitserse standaardvierassers met aanhangwagens tot lange moderne gelede lagevloertrams. Alle combinaties komen voor:
- Een standaardvierasser met twee aanhangwagens, waarvan een met een verlaagd vloergedeelte.
- Een enkelgelede tram met een aanhangwagen
- Twee standaardvierassers met een aanhangwagen ertussen.
- Gekoppelde gelede trams
- Een gelede lagevloertram met 6 trambakken. De Tango van Stadler voor de BLT.
- Een gelede lagevloertram met 7 trambakken. De Combino van Siemens voor de BVB.
- Een gelede lagevloertram met 5 of 7 trambakken. De Flexity 2 van Bombardier voor de BVB.

Bij alle trams is er een deel dat is uitgerust met een lage vloer. Vaak is dat een aanhangwagen met een verlaagd middengedeelte, herkenbaar aan de lage ruiten. De BVB-trams zijn geschilderd in het groen en de BLT-trams in geel met rode strepen. In 2013 worden door Bombardier 17 gelede lagevloertrams met 5 trambakken en 44 gelede lagevloertrams met 7 trambakken voor BVB gebouwd.